# Volley Köniz
Le Volley Köniz est un club suisse de volley-ball fondé en 1970 et basé à Köniz qui évolue pour la saison 2017-2018 en Ligue Nationale A féminine.

## Palmarès
- Championnat de Suisse[3]
  - Vainqueur : 2000, 2001, 2002, 2003, 2004, 2009
  - Finaliste : 2005, 2010, 2014[4]2015[5]
- Coupe de Suisse[3]
  - Vainqueur : 1999, 2001, 2002, 2004
  - Finaliste : 2003, 2007, 2013.
- Supercoupe de Suisse[3]
  - Vainqueur : 2003, 2006, 2009
  - Finaliste : 2015.
- Top Teams Cup
  - Finaliste : 2003

## Effectifs

### Saison 2017-2018
| No                                       | Nom                                      | Date de naissance                        | Taille                         | Poids                          | Poste                          |
| ---------------------------------------- | ---------------------------------------- | ---------------------------------------- | ------------------------------ | ------------------------------ | ------------------------------ |
| 1                                        | Nette Peit                               | 27 mars 1992                             | 177                            | 70                             | Réceptionneuse-attaquante      |
| 2                                        | Cecília Aragão                           | 16 septembre 1991                        | 181                            | 64                             | Passeuse                       |
| 4                                        | Solenn Fabien                            | 6 juin 1998                              | 177                            | 68                             | Réceptionneuse-attaquante      |
| 7                                        | Margaret Daramola                        | 28 septembre 1999                        | 180                            |                                | Centrale                       |
| 8                                        | Patricia Schauss                         | 14 mai 1988                              | 188                            | 72                             | Centrale                       |
| 9                                        | Céline Ackermann                         | 6 janvier 1999                           | 174                            | 66                             | Passeuse                       |
| 10                                       | Elza Hadžisalihović                      | 23 septembre 1991                        | 183                            | 66                             | Attaquante                     |
| 11                                       | Sandra Maurer                            | 13 août 1998                             | 175                            |                                | Réceptionneuse-attaquante      |
| 14                                       | Bárbara Garcia Duarte                    | 5 septembre 1990                         | 186                            | 71                             | Centrale                       |
| 17                                       | Renata Schmutz                           | 27 juin 1978                             | 189                            | 69                             | Réceptionneuse-attaquante      |
| 18                                       | Isabel Guerra                            | 21 juillet 1993                          | 174                            | 79                             | Libero                         |
|                                          |                                          |                                          |                                |                                |                                |
| Encadrement technique                    | Encadrement technique                    |                                          | Légende                        | Légende                        | Légende                        |
| Entraîneur : Agris Leitis                | Entraîneur : Agris Leitis                | Entraîneur : Agris Leitis                | : Capitaine                    | : Capitaine                    | : Capitaine                    |
| Entraîneur(s) adjoint(s) : Teemu Oksanen | Entraîneur(s) adjoint(s) : Teemu Oksanen | Entraîneur(s) adjoint(s) : Teemu Oksanen | : Joueuse blessée actuellement | : Joueuse blessée actuellement | : Joueuse blessée actuellement |